# Parcels for the Baby
Parcels for the Baby è un cortometraggio muto del 1913 diretto da W.P. Kellino.

## Trama
Un marito, carico della spesa della moglie, perde gran parte dei pacchetti.

## Produzione
Il film fu prodotto dalla EcKo.

## Distribuzione
Distribuito dall'Universal Pictures, il film, un cortometraggio di 115 metri, uscì nelle sale cinematografiche britanniche nel luglio 1913.